# Thua nao

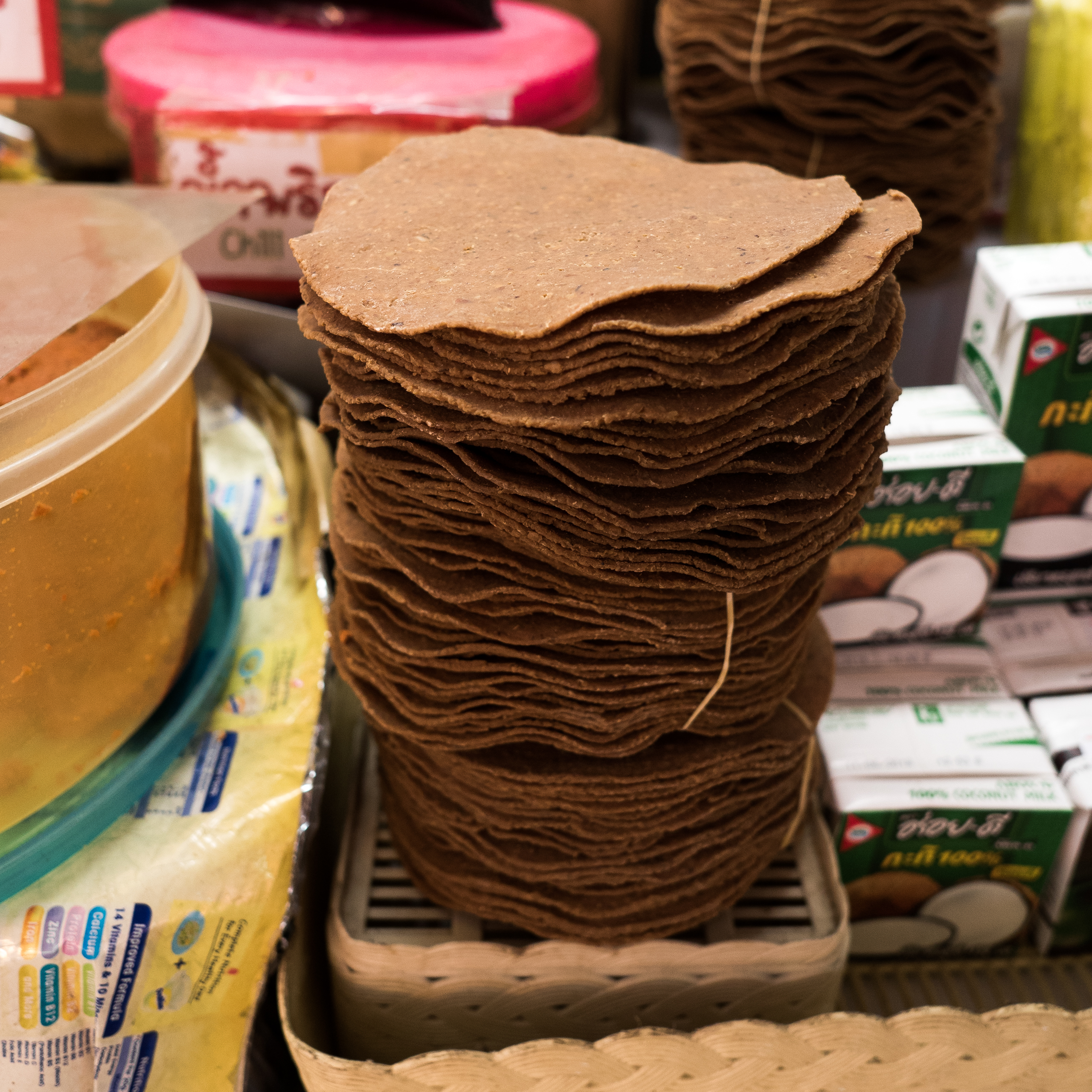
Tua nao (Thailändisch: ถั่วเน่า)

Thua Nao ist eine fermentierte, ungesalzene Sojabohnen-Paste aus Thailand. Sie wird nicht nur als Gewürz, sondern auch als Zutat für Suppen, Currys und gebratenes Gemüse verwendet, und ist im Allgemeinen als getrocknete Paste erhältlich. Tua'nao hat in verschiedenen Gebieten unterschiedliche Namen (z. B. pe-poke in Myanmar und tua'si in Laos). Die für die Fermentation verantwortliche Starterkultur wurde als Bacillus subtilis identifiziert.
Bei der Zubereitung werden getrocknete, ganze Sojabohnen mehrere Stunden gekocht und in einen mit Bananenblättern ausgelegten Bambuskorb gegeben. Mit Bananenblättern bedeckt, werden die Bohnen ein paar Tage lang bei Raumtemperatur einer natürlichen Fermentation überlassen. Danach werden sie zu einer Paste zerdrückt und mit Salz, Knoblauch, Zwiebeln und rotem Pfeffer gewürzt. Die Paste wird in Bananenblätter gewickelt und vor dem Verzehr gedämpft. Das gereifte Thua Nao hat eine graue bis braune Farbe und riecht typischerweise stechend nach Salmiak.
„Thua Nao Kab“ heißt die getrocknete Form von Thua Nao, die durch Formen von frischem Thua Nao zu Kugeln und Pressen zu dünnen Scheiben erhalten wird. Typischerweise wird „Thua Nao Kab“ einen Tag lang dem Sonnenlicht ausgesetzt und kann eine lange Zeit aufbewahrt werden.